# Ponto de articulação
Na fonética articulatória, o ponto de articulação de uma consoante é o ponto de contato onde ocorre uma obstrução no trato vocal entre um gesto articulatório, um articulador ativo (tipicamente parte da língua) e uma localização passiva (tipicamente alguma parte do céu da boca). Juntamente com o modo de articulação e a fonação, dá à consoante seu som distinto.

Locais de articulação (passivos e ativos): 1. Exo-labial, 2. Endo-labial, 3. Dental, 4. Alveolar, 5. Pós-alveolar, 6. Pré-palatal, 7. Palatal, 8. Velar, 9. Uvular, 10. Pharyngeal, 11. Glotital, 12. Epiglotal, 13. Radical, 14. Postero-dorsal, 15. Antero-dorsal, 16. Laminal, 17. Apical, 18. Sub-apical

## Visão geral
A voz humana produz sons da seguinte maneira:
1. A pressão do ar proveniente dos pulmões cria um fluxo constante de ar através da traquéia, laringe (caixa de voz) e faringe (parte posterior da garganta).
2. As pregas vocais na laringe vibram, criando flutuações na pressão do ar, conhecidas como ondas sonoras.
3. Ressonâncias no trato vocal modificam essas ondas de acordo com a posição e a forma dos lábios, mandíbula, língua, palato mole e outros órgãos da fala, criando regiões formantes e qualidades tão diferentes do som sonoro.
4. Aberturas na boca e no nariz irradiam as ondas sonoras para o meio ambiente.